# 比爾·艾文斯
比爾·艾文斯（Bill Evans，本名為 William John Evans，1929年8月16日—1980年9月15日），為美國20世紀著名的爵士樂鋼琴家，他在印象派和聲的使用、傳統爵士樂曲目的創造性詮釋，以及他最著名的有如歌曲般節奏的獨立旋律線，影響了一整個世代的爵士鋼琴家，例如奇克柯瑞亞（Chick Corea）、賀比漢考克（Herbie Hancock）、約翰泰勒（John Taylor）、史提夫昆恩（Steve Kuhn）、唐傅利曼（Don Friedman）、瑪麗安邁帕特蘭（Marian McPartland）, 丹尼柴特林（Denny Zeitlin）、波波史騰森（Bobo Stenson）、米榭派卓契亞尼（Michel Petrucciani）、奇斯傑瑞特（Keith Jarrett），以及全世界其他許多音樂家。他的音樂也持續不斷地啟發新銳鋼琴家比如Marcin Wasilewski、Fred Hersch、Bill Charlap、Lyle Mays、Eliane Elias  或許還有Brad Mehldau ，在他的生涯早期被某些人認為是戰後最具影響力的爵士鋼琴家 。
1981年被美國Downbeat音樂雜誌選為爵士名人堂成員 。

## 生平

### 生涯初期
比爾艾文斯出生於美國紐澤西州平原市，母親有斯拉夫裔的少數民族鲁辛人的血統，父親是威爾斯人，經營高爾夫球場。他在他母親的教會接受音樂啟蒙。艾文斯的母親是一個對現代樂派作曲家有興趣的業餘鋼琴手，而艾文斯6歲時就開始了鋼琴教育。他在13歲時就熟習了長笛，也能拉小提琴。
12歲時，艾文斯頂替了他哥哥哈利在Buddy Valentino樂隊的位置。有時也在家裡彈奏舞曲（以及爵士）。在40年代後期，他在許多紐約的俱樂部裡彈奏boogie woogie。並且拿了音樂獎學金進入了東南路易斯安那大學，在1950年他在自己的畢業獨奏會上演奏了貝多芬的第三號鋼琴協奏曲，拿到了鋼琴演奏及教育的學位。他也是東南路易斯安那大學的Delta Omega Chapter of Phi Mu Alpha Sinfonia（與音樂有關的兄弟會）的創始成員，且在該兄弟會的足球隊打四分衛，協助該隊贏得1949年的校內錦標賽。 
艾文斯的首次職業演出是在薩克斯風手賀比費爾茲（Herbie Fields）於芝加哥的樂隊。1950年的夏天，樂隊支援比莉哈樂黛進行了一次為期三個月的巡迴演出，包括了在紐約哈林區的阿波羅劇院（Apollo Theater）、費城、巴爾的摩以及華盛頓特區的哈沃德劇院（Howard Theater）。除了費爾茲跟艾文斯以外，樂隊還有小號手吉米諾丁漢（Jimmy Nottingham）、長號手法蘭克羅梭李諾（Frank Rossolino）和貝斯手吉姆亞頓（Jim Aton）。待他們回到芝加哥，艾文斯與亞頓組成一個二重奏在芝加哥的俱樂部裡演奏，也常常支援歌手Lurline Hunter。但不久後艾文斯便接獲徵召令，進入了美國陸軍服役。
退伍後艾文斯回到紐約，並且與豎笛樂手東尼史考特（Tony Scott）以及其他著名樂手在夜總會演出。不久後他在曼尼斯音樂院（Mannes College of Music）進行學士後的作曲研究，在那裡他也指導年輕的音樂系學生。

### 五零年代
50年代在紐約演奏的經驗，讓艾文斯在伴奏上得到傳統（或所謂的第三潮流）爵士團體的賞識。這段期間內他有與當時最好的爵士樂手在許多不同背景下錄音的機會。例如與音樂理論家同時也是作曲家的喬治羅素（George Russell）合作的錄音，包括了"Concerto for Billy the Kid"以及"All About Rosie"，裡面都有艾文斯的獨奏。艾文斯也在一些受到注目的音樂家的專輯內現身，比如明格斯（Charles Mingus）、奧利佛尼爾森（Oliver Nelson）、東尼史考特以及亞特法默（Art Farmer）。1956年，他在河岸唱片（Riverside Records）發行自己的第一張唱片"New Jazz Conceptions"，這張專輯內有"給黛比的華爾滋（Waltz for Debby）"的初版錄音。專輯製作人Orrin Keepnews被吉他手孟戴爾洛（Mundell Lowe）在電話中演奏給他聽的demo打動，才願意幫亦無意願的艾文斯製作唱片。
1958年，艾文斯被邁爾士·戴維斯（Miles Davis）延攬，成為戴維斯六重奏樂團內唯一的白人成員。儘管他待在樂團內為時不長（不到八個月），這仍然是爵士樂發展歷史上成效卓出的一次合作，艾文斯內省式的即興演奏方式深深影響了戴維斯。當時艾文斯主要演奏塊狀和絃，戴維斯在他的自傳內說到，「比爾有那種我喜歡在鋼琴上看到的無聲火，他演奏的方式、他奏出的音樂，就像是水晶般的音符或是閃亮乾淨的水瀑。」他又提到，「我確實在比爾身上學到很多，他用最好的方式彈奏鋼琴。」
艾文斯追求一個由自己領導的團體的慾望（也讓他嗑藥的問題日漸嚴重）讓他離開戴維斯的六重奏。1958年末，就在離開六重奏後不久，他錄製了"Everybody Digs Bill Evans"專輯，完整記錄了他當時所探索的冥想性的樂音。但艾文斯在1959年初又應戴維斯的要求回到戴維斯六重奏錄製爵士經典專輯。"艾文斯在這張專輯的貢獻長久以來一直被忽略。除了他共同寫了專輯內一首作品"Blue in Green"以外，他還以自己上一張"Everybody Digs Bill Evans"專輯內的"Peace Piece"一曲為基礎，在"Flamenco Sketches"中開發出固定音型（ostinato figure）。此外還為這張專輯寫了唱片封套的說明文字，將爵士即興創作與日本的視覺藝術作了對比。在1959年的秋天他開始了自己的三重奏。